# Galileo X.perience
Galileo X.perience (für Experience dt. Erfahrung) ist eine deutsche Fernsehsendung und ein Ableger des Wissensmagazins Galileo, dessen erste Staffel vom 29. Oktober 2010 bis zum 3. Dezember 2010 jeweils freitags um 22:15 Uhr auf dem Privatsender ProSieben ausgestrahlt wurde. Die zweite Staffel begann am 22. Juli 2012 und wurde sonntags um 19:05 auf ProSieben ausgestrahlt. Moderiert wird die Sendung von Aiman Abdallah.

## Konzept
In der Sendung werden laut eigenen Angaben mehr oder weniger spektakuläre Unfälle gezeigt, bei denen die Betroffenen trotz geringer Wahrscheinlichkeit überlebten. Außerdem werden Interviews mit den Opfern und Zeugen durchgeführt. Anschließend wird mithilfe von einem oder mehreren Experimenten nachgeprüft, wie die betroffene Person in dieser Situation überleben konnte. Das besondere daran ist, dass originales Filmmaterial, welches durch Amateurfilmer oder Überwachungskameras aufgezeichnet wurde, in der Sendung gezeigt wird.
In jeder Episode werden drei Fälle vorgestellt und erklärt.

## Fälle
| Episode | Beschreibung | Erstausstrahlung  |
| 01      | Der Fallschirmspringer Michael Holmes fällt im freien Fall aus 4500 Metern in die Tiefe. Nahezu ungebremst kommt er auf dem Boden auf. Eigentlich sind seine Chancen zu überleben gleich null – doch Michael überlebt. | 29. Oktober 2010  |
| 01      | Der Anhänger eines Trucks hat einen Kleinwagen unter sich zerquetscht. Eigentlich besteht keinerlei Überlebenschance für die Insassen. Doch nach über einer Stunde versuchter Rettung steigt der Mexikaner völlig unversehrt aus seinem Trümmerauto. | 29. Oktober 2010  |
| 01      | An einer Kreuzung in Athen stoßen ein Roller und ein Auto zusammen: normalerweise ein lebensgefährlicher Unfall für den Zweiradfahrer. Doch durch einen Stunt über die Motorhaube überlebt er. | 29. Oktober 2010  |
| 02      | Als Cem Tokac am 25. Februar 2009 mehrere LKW aus dem Unterstand lotst, passiert etwas Unfassbares: Ein Güterzug rammt den LKW, den Cem gerade herauswinkt; der LKW rollt über ihn hinweg. Die 40 Tonnen schwere Fracht löst sich und droht ihn zu erschlagen, doch unglaublicherweise überlebt Cem.                                                                 | 5. November 2010  |
| 02      | Shweta Verma steht am Bahnsteig und wartet mit ihrem Baby im Kinderwagen auf die S-Bahn. Der Kinderwagen rollt aufgrund einer kurzen Unaufmerksamkeit auf die Gleise. Der Buggy wird komplett zerstört, das Baby überlebt jedoch unverletzt. | 5. November 2010  |
| 02      | Zwei Männer befinden sich mitten im Berufsverkehr der Schiffe in der Themse. Ein riesiger Schlepper fährt frontal auf die beiden zu. Sie überleben letztendlich ohne Verletzung. | 5. November 2010  |
| 03      | Chase Weir fährt mit seinem auf 100 km/h eingestellten Tempomaten auf der Autobahn nahe Melbourne. Als er besagte Autobahn verlassen will, bemerkt er, dass der Tempomat das Abbremsen verhindert und die Geschwindigkeit weiterhin konstant bei 100 km/h hält: Ein Alptraum für jeden Autofahrer.                                                                   | 12. November 2010 |
| 03      | Scott Lutz geht im Frühjahr 1997 Fallschirmspringen. Doch aus Versehen zieht er an der falschen Leine und wird aus den Händen seiner Trainer gerissen. Er zieht seinen Reserve-Schirm, doch er landet in einer 12.000 Volt Stromleitung und fällt zu Boden. Er überlebt dennoch.                                                                                     | 12. November 2010 |
| 03      | Eine polnische Musikgruppe gerät in einen Tornado, welcher ihr Fahrzeug einmal um die eigene Achse dreht. Alle Insassen überleben. | 12. November 2010 |
| 04      | November 1990 in Portugal: Die Rallyefahrerin Louise Aitken-Walker verliert aufgrund von Fahrbahnnässe die Kontrolle über ihren Wagen. Das Auto fällt einen Abhang hinab und landet in einem See. Als es bis zum Grund sinkt, schließt Louise bereits mit ihrem Leben ab.                                                                                            | 19. November 2010 |
| 05      | An Keoki Rosimos 21. Geburtstag stürzt er plötzlich ins Gleisbett. Einer seiner Freunde versucht – zu spät – ihn aus diesem herauszuziehen. Die Freunde müssen hilflos mit ansehen, wie er von einer U-Bahn überrollt wird. | 26. November 2010 |
| 06      | Im Indischen Ozean wird Kerstin Bruns von Bord eines Containerschiffes gespült. Es ist dunkel, es regnet und obwohl das Schiff gestoppt hat, ist für sie die Chance, es zu finden, extrem gering. Doch nach 20 Stunden im Wasser kann sie letztendlich gerettet werden.                                                                                              | 3. Dezember 2010  |
| 07      | Russ Mowry ist Hubschrauberpilot in New York. Er fliegt mit TV-News-Reportern an jene Orte, an denen etwas Dramatisches geschieht. Am 4. Mai 2004 erleben er und sein Team selbst eine furchtbare Katastrophe. In fast 400 Metern Höhe versagt der Heckrotor seines Helis, die Maschine trudelt auf die Dächer Brooklyns zu. Wie durch ein Wunder überlebt das Team. | 22. Juli 2012     |